# Морачевський Пилип Семенович
Пили́п Семе́нович Мораче́вський (псевд.- Хвилимон Галузенко; 14 (26) листопада 1806 — 26 вересня 1879 за іншими даними 17 (29) квітня 1879) — український письменник, педагог, науковець, лексикограф, перекладач, просвітитель та книгознавець. У 1860 році П. Морачевським був здійснений переклад Нового Завіту українською мовою, але заборонений Валуєвським циркуляром 1863 року та був виданий у 1906 році.

## Біографія
Пилип Семенович Морачевський народився 26 (14 за ст.ст.) листопада 1806 р в селі Шестовиця Чернігівського повіту в сім'ї небагатого шляхтича.
Навчався в повітовій школі в Чернігові.
Потім у міській гімназії, яку через п'ять років успішно закінчив.
1823 року закінчив історико-філологічний факультет Харківського університету.
У 1832–1849 роках викладав математику і російську словесність у навчальних закладах Сум, Луцька, Кам'янця-Подільського. Зокрема, у 1835—1840 роках викладав логіку та російську словесність, а в 1840—1849 роках працював інспектором у Кам'янець-Подільській чоловічій гімназії .
Почав писати поетичні твори з 1830-х рр. (найвідоміші поеми «Чумаки, або Україна з 1768 року» та «До чумака, або Війна янгло-хранцузо-турецька»).
В 1831 році в «Украинском альманахе» (Харків) друкуються перші вірші Морачевського — «Первое мая», «Монастырь», «Дорога».
В грудні 1833 пише віршовану п'єсу «Чумаки».
У 1849–1859 роках — інспектор Ніжинського ліцею князя Безбородька та міської гімназії.
В 1853 року Морачевський подав на розгляд Імператорської академії наук створений ним «Словарь малороссийского языка».
В 1854 році — в «Киевских губернских ведомостях» надрукований вірш «Великому цареві нашому».
В 1855 — в Києві з'явилася окремою книжечкою поема «До чумака, або Война янгло-хранцузо-турецька у 1853—1854 роках», з доданими до неї трьома віршами-панегіриками царям Миколі І і Олександрові II.
Поема «До чумака…» побудована у формі звернення до уявного образу чумака. Який десь подівся, може: «розхвабрувався і в чорноморці записався» і тепер воює проти чужинців. Так виникла можливість розповісти про різні етапи тієї війни, яка точилася на Чорному морі, в Криму, на Балтиці, на Білому морі, при обороні Петропавловська-Камчатського.
Ось один з епізодів поеми:
Чорна хмара від заходу: Небо покриває…
Україна плаче, тужить,
Що долі не має.
Вражі ляхи всі шляхи,
Мов сарана, вкрили,
Верховодять на Вкраїні,
Як зможуть їх сили.
Чванна шляхта по городах,
По селах гасає;
П'є, гупяє, що де зуздрить — : Собі загрібає;
Бідний народ український: Нівечить, як хоче;
Ріже, мучить божевільна,
Ще й собі регоче!
І козаки, і жінки їх,
І діти, і хати — : Все її… Що хоче робить…
В 1859 році виходить у відставку. Наступні двадцять років живе з родиною (мав трьох синів і двох дочок) у селі Шняківка Ніжинського повіту.
П. С. Морачевський відомий в історії української культури як перший перекладач книг Нового Завіту та Книги псалмів українською літературною мовою. Ці переклади і сьогодні вважаються одними з найкращих, проте доля їх сумна, адже деякі з них так і не опубліковані й досі зберігаються в рукописах. Окремі тексти ще не віднайдені чи взагалі втрачені. П. Морачевський впродовж 1860—1865 років переклав такі книги Святого Письма: Євангеліє (1860), Діяння святих апостолів (кінець 1861 — початок 1862), Послання святих апостолів (1862—1863, місце знаходження невідоме), Апокаліпсис (1864) та Псалтир (кінець 1864 — травень 1865). Перекладач удосконалював переклади, тому вони мали не одну редакцію, зокрема, Євангеліє 1861 р. та 1864 р.; Діяння святих апостолів 1864 р.
Російська академія наук визнала його переклад Євангелій найкращим серед усіх аналогічних слов'янських перекладів, але через мовну політику Російської імперії жоден із цих перекладів не був виданий за життя автора.
Лише в лютому 1905 року російська влада дала дозвіл на публікацію українського перекладу Святого Письма. Вперше надрукований навесні 1906 року (потім у 1914 і 1917 рр.) з благословення Святішого Синоду Російської Церкви, але дозволений для використання у церковних відправах був лише в період Української Центральної Ради за розпорядженням Всеукраїнської Православної Церковної Ради.
Євангелія в перекладах Морачевського були перевидані у Канаді (1948) і США (1966), їх досі використовують під час богослужінь. В Україні Євангеліє в перекладі П. Морачевського перевидане київським видавництвом «Простір» у 2011 році, а «Псалтир» — Національною бібліотекою України ім. Вернадського у 2015-му.
П. Морачевський написав рідною мовою також курс «Священної історії» для початкових шкіл і народного читання.
Помер 26 вересня 1879 p. в селі Шняківці поблизу Ніжина, де й похований на цвинтарі біля сільської церкви.

## Вшанування пам'яті
В Чернігові та інших населених пунктах існує вулиця Пилипа Морачевського.

## Видання творів
- Господа нашого Іисуса Христа Святе Євангеліє від Луки, українською мовою. – М. : Синодальная Типографія, 1907.
- Господа нашого Іисуса Христа Святе Євангеліє від Матфея, українською мовою. – М. : Синодальная Типографія, 1907.
- Твори / П. С. Морачевський ; упоряд. текстів, авт. передм. та допов. прим. П. П. Хропко, Ф. Ф. Кейда. — К.: Логос, 2001. — 339 с. — ISBN 966-581-223-8.
- Святе Євангеліє / [передм.: В. Козирський, В. Шендеровський; пер. укр. П. С. Морачевського]. — 2-ге вид. — К.: ПРОСТІР, 2011. — 296 с. : іл. — 1000 пр. — ISBN 978-966-2068-28-3.
- Псалтир: переклад новою українською літературною мовою П. С. Морачевського (1865) / Національна академія наук України [та ін.]; пер. П. С. Морачевського; підгот. до вид. Л. А. Гнатенко; [дослід.: Л. А. Гнатенко, В. В. Німчука; відп. ред. Л. А. Дубровіна]. — К.: НБУВ, 2015. — 196 с. : іл. — (Пам'ятки української мови: серія канонічної літератури). — 300 пр.

## Відеоматеріали про П. Морачевського
- Відеофільм «Відомі земляки. Чернігівський район. Морачевский Пилип Семенович»
- Відеофільм «Невідомий Чернігів. Пилип Морачевський (ч. 1)»
- Відеофільм «Невідомий Чернігів. Пилип Морачевський (ч. 2)»
- Відеолекція «ПИЛИП МОРАЧЕВСЬКИЙ — ЯК ПЕРЕКЛАДАЧ УКРАЇНСЬКОЮ МОВОЮ ЄВАНГЕЛІЯ» // Товариство «Знання» України, 25 листопада 2016 р.

| S: | Твори цього автора перебувають у суспільному надбанні. Ви можете допомогти проєкту, додавши їх у Вікіджерела. |